# Oercommunisme
In de marxistische theorie is het oercommunisme of primitief communisme een veronderstelde begintoestand van de menselijke economische ontwikkeling, waarin gemeenschapseigendom (communisme in de strikte zin van het woord) heerste. Deze toestand wordt geassocieerd met jager-verzamelaarculturen, waarin eigendom van grond (het enige productiemiddel) nog weinig nut had, aangezien de opbrengsten van grond onzeker waren. In die oercommunistische klasseloze maatschappij ontbrak er een staatsmacht: iedereen was gewapend en nam deel aan de gemeenschappelijke beslissingen. 
Het oercommunisme gaat volgens Friedrich Engels (De oorsprong van het gezin, 1884) te gronde zodra mensen aan landbouw, veeteelt of herderij gaan doen. Tegelijk treedt de officiële monogamie in en de onderdrukking van de vrouw door de man.